# Bučar
Bučar je  priimek več znanih oseb v Sloveniji, ki ga je po podatkih Statističnega urada Republike Slovenije na dan 31 decembra 2007 uporabljalo 873 oseb, na dan 1. januarja 2010 pa 875 oseb in je med vsemi priimki po pogostosti uporabe uvrščen na 212. mesto.

## Znani nosilci priimka
- Aleš Bučar Ručman, sociolog, publicist, prof. FVV
- Bojan Bučar (1961-2012), lesarski strokovnjak, univ. prof.
- Bojko Bučar (*1951), politolog in pravnik, strok. za mednarodne odnose, univ. profesor
- Borut Bučar - "Bučko" (*1935), jazz-glasbenik, klarinetist, aranžer, vodja Greentown jazz band-a (arhitekt)
- Božidar Bučar (1935-2023), športni - plavalni delavec
- Danilo Bučar (1895-1971) skladatelj, dirigent in gledališki organizator
- Dušan Bučar (*1958), kipar, intermedijski umetnik (ALU)
- Franc Bučar (1926-2000), veterinar, živilski tehnolog, univ. profesor
- France Bučar (1923-2015), pravnik, univ. profesor, publicist in politik
- Franjo Bučar (1861-1926), (solo-)pevec in režiser, pedagog
- Franjo Bučar (1866-1946), začetnik hrvaškega športa, član MOK
- Ivo Ivanovič Bučar (1857-1907), pesnik
- Jan Bučar, igralec
- Janez Bučar (1822-1859) pravnik, politik in narodni buditelj
- Josip Bučar (1876-1951), zgodovinar, pisec učbenikov
- Jože Bučar (*1934), mehanik, gospodarstvenik
- Julij Bučar (1857-1919), pravnik-sodnik, entomolog in pisatelj (publicist)
- Julij Bučar ml. (1889-1974), pravnik in glasbenik, dirigent pihalnih godb
- Jure Bučar (*1966), plavalec
- Klemen Bučar (*197#), fizik
- Leon Bučar, glasbenik, baritonist, kantavtor
- Maja Bučar (r. Košak) (*1957), razvojna ekonomistka, univ. prof. FDV - predstojnica Centtra za mednarodne odnose
- Maja Bučar Pajek, kineziologinja, športna pedagoginja (športna gimnastika)
- Mara Lamut (r. Bučar) (1884-1970), pesnica in pisateljica
- Marinka Bučar, lutkarica
- Mateja Bučar (*1957), plesalka in koreografinja
- Metka Bučar (1903-1988), gledališka igralka
- Miha Bučar, železničar, ustanovitelj Muzeja južne železnice v Šentjurju
- Milena Bučar Miklavčič (*1957), strokovnjakinja za oljkarstvo
- Miloš Bučar (1919-2006), inž. metalurgije, prvoborec, funkcionar UDV, diplomat, državni uradnik, direktor Kompasa
- Nataša Bučar, cineastka
- Rudi Bučar (*1978), kantavtor, folk rock glasbenik in poustvarjalec istrske glasbene kulturne dediščine
- Chikako Shigemori Bučar (*1955), jezikoslovka, japonologinja
- Tatjana Bučar (1928-2021), glasbenica pianistka
- Vekoslav Bučar, publicist, potopisec, bolgarofil ?
- Viktor Bučar, pevec tenorist
- Žiga Bučar (1830-1879), zdravnik, narodni delavec, igralec